# Перщорп (община)
Община Перщорп (на шведски: Perstorps kommun) е разположена в лен Сконе, югоизточна Швеция с обща площ 163 km2 и население 7139 души (към 31 декември 2013). Административен център на община Перщорп е едноименния град Перщорп.